# 14-й Берлинский международный кинофестиваль
14-й Берлинский международный кинофестиваль проходил с 26 июня по 7 июля 1964 года в Западном Берлине.

## Жюри
- Энтони Манн (председатель жюри)
- Герман Шверин
- Лукас Демаре
- Жак Дониоль-Валькроз
- Йоргос Джавеллас
- Ричард Тодд
- Такаси Хамама
- Шерд Риссин

## Конкурсная программа
- Circe, режиссёр Мануэль Антин
- Время невиновных, режиссёр Томас Фантль
- Мягкие руки, режиссёр Махмуд Зульфикар
- Фауст, режиссёр Майкл Суман
- Мужская компания, режиссёр Вольфганг Штаудте
- Она и он, режиссёр Сусуму Хани
- Лето в пять, режиссёр Эркко Кивиковски
- Любовь со многими «если», режиссёр Клод Лелуш
- Супружеские удовольствия, режиссёр Бернард Тубланк-Мишель
- Невеста Бубе, режиссёр Луиджи Коменчини
- Посетитель, режиссёр Антонио Пьетранджели
- Плач по бандиту, режиссёр Карлос Саура
- Сбежавшие, режиссёр Энрике Каррерас
- Большой город, режиссёр Сатьяджит Рей
- Ночь должна наступить, режиссёр Карел Рейш
- Женщина-насекомое, режиссёр Сёхэй Имамура
- Бремя страстей человеческих, режиссёр Кен Хьюз и Брайан Форбс
- Ружья, режиссёр Руй Герра
- Польская страсть, режиссёр Януш Пикакишич
- Школа для самоубийц, режиссёр Кнуд Лейф Томсен
- Засушливое лето, режиссёр Метин Эрксан и Дэвид Е. Дерстон
- Ростовщик, режиссёр Сидни Люмет
- Тонио Крюгер, режиссёр Рольф Тиле

## Награды
- Золотой медведь:
  - Засушливое лето, режиссёр Метин Эрксан и Дэвид Е. Дерстон
- Золотой медведь за лучший короткометражный фильм:
  - Kirdi
- Золотой медведь за лучший полнометражный документальный фильм:
  - Голландец
- Серебряный медведь:
- Серебряный медведь за лучшую мужскую роль:
  - Род Стайгер — Ростовщик
- Серебряный медведь за лучшую женскую роль:
  - Сатико Хидари — Она и он / Женщина-насекомое
- Серебряный медведь за лучшую режиссёрскую работу:
  - Сатьяджит Рей — Большой город
- Серебряный медведь - специальный приз за лучший короткометражный фильм:
  - Сигнал
- Серебряный Медведь за лучший короткометржный фильм:
  - Aanmelding
  - Воскресный жаворонок
  - Контраст
- Серебряный медведь - специальный приз:
  - Ружья
- Приз юношеского кинематографа
- Приз юношеского кинематографа - лучший документальный фильм
  - Голландец
- Приз юношеского кинематографа - лучший игровой фильм
  - Она и он
- Приз юношеского кинематографа - особое упоминание:
- Приз юношеского кинематографа - особое упоминание за лучший короткометражный фильм
  - Aanmelding
  - Aru kikanjoshi
- Приз юношеского кинематографа - особое упоминание за лучший игровой фильм:
  - Время невиновных
- Приз международной ассоциации кинокритиков (ФИПРЕССИ)
  - Посетитель
- Приз международной ассоциации кинокритиков - почётное упоминание
  - Ростовщик
- Приз международного евангелического жюри
  - Школа для самоубийц
- Приз международного евангелического жюри - рекомендация:
  - Подвал
- Приз Международной Католической организации в области кино (OCIC)
  - Она и он
- Премия международного союза кинокритиков (UNICRIT)
  - Голландец